# Nerf subclavier
Le nerf subclavier (ou nerf sous-clavier) est un nerf moteur qui innerve le muscle subclavier.

## Origine
Il nait à partir du tronc supérieur du plexus brachial, et dans moins de 2 % des cas depuis la racine C5. Il est constitué de fibres des racines C5 et C6.

## Trajet
Le nerf subclavier chemine sur la face antérieure du muscle scalène antérieur.
Il peut être à l'origine d'un nerf inconstant : le nerf phrénique accessoire.

## Zone d'innervation
Il a une fonction uniquement motrice, à destination d'un seul muscle : le muscle subclavier.